# Cochirleanca
Cochirleanca est une commune roumaine située dans le județ de Buzău.